# 浜益郡
- 令制国一覧 > 北海道 (令制) > 石狩国 > 浜益郡
- 日本 > 北海道 > 石狩支庁 > 浜益郡

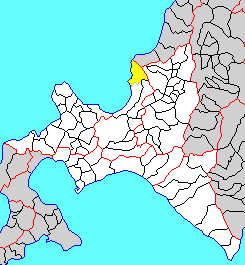
北海道浜益郡の位置（黄：明治期）

浜益郡（はまますぐん）は、北海道（石狩国）石狩支庁管内にあった郡。

## 郡域
1879年（明治12年）に行政区画として発足した当時の郡域は、石狩市の一部（浜益区）にあたる。

## 歴史

### 郡発足までの沿革
浜益はもともと「はまましけ」と読んだ。江戸時代の浜益郡域は西蝦夷地に属し、当初松前藩によって開かれたマシケ場所に含まれたが後にハママシケ場所として分立した。陸上交通は、渡島国から天塩国増毛郡へ至る道（国道231号の前身）の途上となっており、岩内在住の柳川善蔵が開いたと伝わる1里半（5.9km）余の送毛山道（オクリキ山道）や、安政4年（寛政8年との資料もある）浜益、増毛の両場所請負人伊達林右衛門が自費を投じ浜益から北の天塩国増毛郡に至る9里（35.3km）余の道･増毛山道が開削されている。この他、増毛山道よりも海側に開削年不詳であるが浜益郡の千代志別と天塩国増毛郡雄冬を結ぶ雄冬山道も存在した。
江戸時代後期になると文化4年国防上の理由から浜益郡域は天領とされたが、文政4年には一旦松前藩領に復した。天保年間には浜益神社の前身の稲荷神社が創建されている。安政元年、ハママシケ運上家のホンクンベツ番屋番人、今伊六が後に稲荷神社（後の浜益区群別に所在）となる伊六稲荷を奉斎。安政2年浜益郡域は再び天領となり庄内藩が陣屋を築城して警固を行い、同6年の6藩分領以降は庄内藩領となっていた。文久2年12月庄内藩が設けた川下の陣屋内に八幡神社が建立される。元治元年5月酒井玄藩が大心寺を建立する。戊辰戦争（箱館戦争）終結直後の1869年、大宝律令の国郡里制を踏襲して浜益郡が置かれた。

### 郡発足以降の沿革

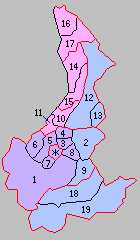
北海道一・二級町村制施行時の浜益郡の町村（16.浜益村 17.黄金村 桃：石狩市）

- 明治2年8月15日（1869年9月20日） - 北海道で国郡里制が施行され、石狩国および浜益郡が設置される。開拓使が管轄。
- 明治3年10月10日（1870年9月25日） - 増上寺領となる（北海道の分領支配）。
- 明治4年8月20日（1871年10月4日） - 廃藩置県により再び開拓使の管轄となる。
- 明治5年
  - 4月9日（1872年5月15日） - 全国一律に戸長・副戸長を設置（大区小区制）。
  - 10月10日（1872年11月10日） - 4月に設置された区を大区と改称し、その下に旧来の町村をいくつかまとめて小区を設置（大区小区制）。
- 明治9年（1876年）9月 - 従来開拓使において随意定めた大小区画を廃し、新たに全道を30の大区に分ち、大区の下に166の小区を設けた。

- 第2大区
  - 5小区 ： 川下村、清水村、実田村、柏木村、尻苗村
  - 6小区 ： 茂生村、群別村、雄冬村

- 明治12年（1879年）7月23日 - 郡区町村編制法の北海道での施行により、行政区画としての浜益郡が発足。
- 明治13年（1880年）3月 - 石狩郡外七郡役所（石狩厚田浜益上川樺戸雨竜空知夕張郡役所）の管轄となる。
- 明治15年（1882年）2月8日 - 廃使置県により札幌県の管轄となる。同年清水村が柏木村に、雄冬村が群別村にそれぞれ編入。
- 明治17年（1884年）4月 - 石狩郡外二郡役所（石狩厚田浜益郡役所）の管轄となる。
- 明治19年（1886年）1月26日 - 廃県置庁により北海道庁札幌本庁の管轄となる。
- 明治22年（1889年）1月 - 札幌郡外四郡役所（札幌石狩厚田浜益千歳郡役所）の管轄となる。
- 明治24年（1891年）3月 - 札幌郡外九郡役所（札幌石狩厚田浜益千歳空知夕張樺戸雨竜上川郡役所）の管轄となる。
- 明治29年（1896年）6月 - 札幌郡外四郡役所（札幌石狩厚田浜益千歳郡役所）の管轄となる。
- 明治30年（1897年）11月5日 - 郡役所が廃止され、札幌支庁の管轄となる。
- 明治35年（1902年）4月1日 - 北海道二級町村制の施行により、以下の町村が発足。（2村）
  - 浜益村（二級村） ← 茂生村、群別村（現・石狩市）
  - 黄金村（二級村） ← 川下村、実田村、柏木村、尻苗村（現・石狩市）
- 明治40年（1907年）4月1日 - 浜益村・黄金村が合併して北海道一級町村制を施行し、浜益村（一級村）が発足。（1村）
- 大正11年（1922年）8月17日 - 札幌支庁が石狩支庁に改称。
- 昭和18年（1943年）6月1日 - 北海道一・二級町村制が廃止され、北海道で町村制を施行。
- 昭和22年（1947年）5月3日 - 地方自治法の施行により北海道石狩支庁の管轄となる。
- 平成17年（2005年）10月1日 - 浜益村が石狩市に編入。同日浜益郡消滅。